# Penstemon vulcanellus
Penstemon vulcanellus är en grobladsväxtart som beskrevs av Crosswhite. Penstemon vulcanellus ingår i släktet penstemoner, och familjen grobladsväxter. Inga underarter finns listade i Catalogue of Life.